# Malý Nicky – Satan Junior
Malý Nicky – Satan Junior (v orig. Little Nicky) je filmová komedie z roku 2000 napsaná Adamem Sandlerem, který si i zahrál hlavní roli. Dále hrají: Rhys Ifans, Tom 'Tiny' Lister, Jr., Harvey Keitel, Allen Covert, Patricia Arquette a Robert Smigel poskytuje hlas psovi, který mluví – Mr. Beefy.

## Děj
Nicky je jedním ze tří synů Satana (Harvey Keitel), avšak na rozdíl od svých nevlastních bratrů Adriana (Rhys Ifans) a Cassiuse (Tom 'Tiny' Lister, Jr.) je hodný. Nicky má vadu řeči a nakřivo pusu, poté co ho Cassius praštil lopatou. Adrian a Cassius se rozhodnou zavést na Zemi peklo a při odchodu z pekla zmrazí nevědomky pekelnou bránu a bez příchodu nových duší se začne Satan rozpadat a do půlnoci by se rozpadl definitivně. Jediný, kdo se Adrianovi a Cassiovi může postavit, je právě malý Nicky. Musí oba bratry přivést zpět tak, že je chytí do magické láhve. Po příchodu na Zem se Nicky začíná učit základní rozdíly mezi Zemí a peklem – je několikrát zabit, protože netuší, že má před jedoucím metrem nebo autobusem uhnout, jak se stravovat, co je to láska atd.
Každý ze tří bratrů může přebývat v libovolném lidském těle, proto se ve filmu vyskytne několik komediálních scén, kdy přebývají v lidském těle a ovlivňují chování dané osoby, např. když byli v knězi v kostele, ve starostovi města New York, policejním šéfovi, rozhodčím basketbalového zápasu atd.
Svého bratra Cassia vtěleného do basketbalového rozhodčího dostane do láhve lstí tak, že jej porazí v basketbalu a řekne, že otec mu dal napít z magické lahve a on je nyní silnější. Místo nové síly je však Cassius vytažen z rozhodčího a uvězněn v láhvi.
Se svým bratrem Adrianem to má těžší, protože ten jeho lest s lahví prokoukne. Nickyho společníci se mu pokouší namluvit, že je v láhvi pálenka pepermintka, Adrian je totiž blázen do pepermintky. Lest se nezdařila a Nicky umírá, místo toho, aby se ale probral v pekle, se probírá v nebi, kde se potká se svojí matkou (Reese Witherspoonová). Nicky musí však zpět zachránit své přátele a Zemi, při odchodu od své matky dostane zvláštně zářící světelnou kouli, kterou má darem od Boha a ani ona sama neví, k čemu je. Nicky je zpět na Zemi a při souboji s Adrianem má navrch, ale Adrian se promění v netopýra a lítá ve vzduchu dokud není půlnoc, aby se stal novým vládcem pekla. Nicky však rozbíjí zářivou světelnou kouli a zjevuje se Ozzy Osbourne v andělském úboru, chytá netopýra a ukusuje mu hlavu, kterou hází do magické flašky. Nicky se vrací do pekla a zachraňuje svého otce. Nadále bude žít na Zemi s Valérií, láskou, kterou potkal, se kterou bude mít také syna Zachariáše.
Film je zakončen povídáním o tom, jak jednotlivé postavy žily dál.

## O filmu

### Vystřižené scény
Z filmu bylo vystřiženo mnoho scén. Většina z těchto scén byla vystřižena kvůli své morbiditě nebo agresivitě. Scény však byly ponechány na DVD v bonusech. Pár příkladů z vystřižených scén:
- Zvlášť morbidní scéna kdy Cassius a Adrian v pekle hází šipky do terče, kde jsou obličeje mučených lidí. Scéna následuje vydloubnutím a zašlápnutím oka mučeného.
- Byla zkrácena verze mučení Nickyho v pekle svým bratrem Cassiem, který nad ním převezme psychickou kontrolu.
- Úchylák, který sedí na začátku filmu na stromě, neumírá po pádu ze stromu, ale matka se synem na něj ještě hodí televizor.
- Byla zkrácena verze, kdy policista ve městě obuškem surově mlátí Nickyho za to, že na něj vztahuje láhev, a říká, aby si jeho bratr vlezl dovnitř.

### Cameo role
- Ozzy Osbourne – hraje sám sebe
- Dan Marino – hraje sám sebe a ve filmu se ptá na pokračování Super Bowlu.
- Henry Winkler – hraje sám sebe. Ve filmu na něj Adrian (a později i Nicky) pošle roj včel
- Dana Carvey – rozhodčí basketbalového zápasu
- Reese Witherspoonová – Nickyho matka
- John Witherspoon – hraje zloděje flašky
- Carl Weathers – hraje v nebi tanečního instruktora
- Bill Walton – sportovní komentátor basketbalového týmu Harlem Globetrotters

### Soundtrack
1. P.O.D. – School Of Hard Knocks
2. Incubus – Pardon Me
3. Deftones – Change (In The House Of Flies)
4. Cypress Hill – (Rock) Superstar
5. Insolence – Natural High
6. Linkin Park – Points of Authority
7. Disturbed – Stupify (Fu's Forbidden Little Nicky Remix)
8. Unloco – Nothing
9. Powerman 5000 – When Worlds Collide
10. Muse – Cave
11. Filter – Take A Picture
12. Deftones – Be Quiet And Drive (Far Away) (Acoustic)
13. AC/DC – Highway To Hell
14. Van Halen – Runnin' With The Devil

### Z natáčení
- Angus Young z AC/DC měl původně hrát Satana, ale pár týdnů před začátkem natáčení se své role zřekl z blíže nespecifikovaných důvodů.
- Kořeny Nickyho postavy sahají k roli Gila Grahama, kterého Sandler vyobrazuje ve Weekend Update během Saturday Night Live.
- Před koncem filmu je vsunuta jakási malá reklama na seriál Happy Gilmore. V Happy Gilmore hraje Sandlerova postava golf s Chubbsem Petersonem (v tomto filmu je to instruktor tance). Ve filmu lze zaslechnout frázi „všechno je to v bocích“. Tuto frázi právě často používají v Happy Gilmore.
- Když je Nicky zabit autobusem a krev pocáká jeho dva přátele, je zobrazeno číslo 666.
- Dana Carvey (rozhodčí) si zlomil kotník při natáčení basketbalové scény.